# Augochloropsis viridilustrans
Augochloropsis viridilustrans är en biart som först beskrevs av Cockerell 1927.  Augochloropsis viridilustrans ingår i släktet Augochloropsis och familjen vägbin. Inga underarter finns listade.